# Axiome de constructibilité

L'axiome de constructibilité est un des axiomes possibles de la théorie des ensembles affirmant que tout ensemble est constructible. Cet axiome est généralement résumé par
où V représente la classe des ensembles et L est l’univers constructible, la classe des ensembles récursivement définissables via un langage approprié.

## Conséquences de son adoption
Dans la théorie des ensembles de Zermelo-Fraenkel, l'ajout de l'axiome de constructibilité implique l'axiome du choix et tranche certaines autres questions indécidables : il implique par exemple l'hypothèse généralisée du continu, la négation de l'hypothèse de Souslin, l'existence d'un simple (Δ12) ensemble non mesurable de nombres réels et l'inexistence de certains grands cardinaux.
La plupart des théoriciens des ensembles qui soutiennent une position réaliste en philosophie des mathématiques, et qui considèrent donc que cet axiome est vrai ou faux en soi, le tiennent pour faux. Ceci, d'une part, car il semble excessivement restrictif (il n'accepte que certains sous ensembles d'un ensemble donné sans qu'il apparaisse clair, à leurs yeux de réalistes, que ce sont les seuls) et d'autre part car cet axiome est en contradiction avec certains axiomes de grands cardinaux. Cette manière de voir est associée à la cabale (théorie des ensembles) ou l'« école de Californie » dont Saharon Shelah fit partie.

## Note et référence
1. ↑  Ne pas confondre avec la notion topologique de partie constructible.